# Чемпионат России по самбо 1999
Чемпионат России по самбо 1999 года среди мужчин прошёл в Санкт-Петербурге 26—28 марта. В соревнованиях приняли участие 264 спортсмена. Главным судьёй соревнований был Василий Перчик.

## Медалисты
| Весовая категория | Золото                             | Серебро                            | Бронза                                                  |
| ----------------- | ---------------------------------- | ---------------------------------- | ------------------------------------------------------- |
| до 52 кг          | Схатбий Альхаов Майкоп             | Руслан Кишмахов Карачаево-Черкесия | Армен Биджосян Майкоп Андрей Володин Иваново            |
| до 57 кг          | Дмитрий Шишкин Тула                | Алексей Смирнов Нижний Новгород    | Дамир Гильванов Новокузнецк Евгений Саушкин Новокузнецк |
| до 62 кг          | Максим Антипов Петрозаводск        | Алексей Арзамазов Рыбинск          | Дмитрий Нечаев Краснокамск Сергей Тингайкин Новокузнецк |
| до 68 кг          | Мухамед Кунижев Карачаево-Черкесия | Михаил Мартынов Москва             | Александр Караханов Пермь Сергей Малахов Пенза          |
| до 74 кг          | Руслан Сазонов Москва              | Роман Болотский Москва             | Сергей Колесников Курган Игорь Сорокин Дзержинск        |
| до 82 кг          | Раис Рахматуллин Нижний Новгород   | Александр Коновалов Краснодар      | Владимир Лисенков Торжок Сергей Смирнов Москва          |
| до 90 кг          | Гусейн Хайбулаев Краснодар         | Владимир Кротов Владивосток        | Сергей Лоповок Кстово Сергей Меньшиков Барнаул          |
| до 100 кг         | Сурен Балачинский Москва           | Фёдор Семаков Санкт-Петербург      | Сергей Алеханов Казань Адам Делок Майкоп                |
| свыше 100 кг      | Мурат Хасанов Майкоп               | Давид Багаури Владимир             | Михаил Казанцев Курган Михаил Коробейников Москва       |

## Командный зачет
1. Адыгея;
2. Москва;
3. Нижегородская область;
4. Краснодарский край;